# Eupithecia insignificata
Eupithecia insignificata là một loài bướm đêm trong họ Geometridae.